# Dipòsit de la Plaça de Sant Jordi
El dipòsit de la Plaça Sant Jordi de Santpedor forma part d'un sistema públic d'abastiment d'aigua per mitjà de fonts inaugurat el 1910. Actuava com a distribuïdor del cabal freàtic del Pou del Perico vers les sis fonts comunals del poble que foren construïdes també en aquest any. La seva història està molt lligada a les dificultats d'abastiment d'aigua del poble, que tingueren com a rerefons social el conflicte patronal de la "Cera i la Teia". Està situat sota la Plaça de Sant Jordi. És un espai rectangular d'uns 12m × 9m, i 2m de fondària, amb capacitat per a uns 200.000 litres. El sostre és sostingut per a un sistema de tres filades d'arcs que es comuniquen entre ells.

## Història
Fou bastit per emmagatzemar i distribuir aigua des del Pou del Perico fins a un conjunt de sis fonts públiques, inaugurades el 16 de maig de 1910. L'aigua del Pou del Perico era pujada al dipòsit per mitjà d'una bomba. Un cop allí, unes canalitzacions la distribuïen cap a les sis fonts comunals inaugurades el 1910, situades a la Plaça Gran, al Carrer Doctor Vila, a la Plaça de la Font, al Carrer Ample, al Carrer del Vall i a la Plaça del Pare Casanovas (que ja existia des de l'any 1898).
Un any més tard de la construcció d'aquest sistema d'aprovisionament públic, la fàbrica de vapor Armangué decidí aprofundir el seu pou particular, situat uns 100 metres més enllà del Pou del Perico i del dipòsit, la qual cosa minvà considerablement el cabal municipal. En negar-se la societat Armangué a accedir a les peticions de l'Ajuntament de desfer l'ampliació, es desencadenà una greu tensió social al poble, coneguda com el conflicte de La Cera i la Teia, que enfrontà patrons i classes benestants amb els obrers i famílies humils del poble. No fou fins al 1915 que, després de molts plets, el Tribunal Suprem donà la raó a l'Ajuntament i els Armangué hagueren de deixar el pou tal com estava abans.
A l'actual Plaça Sant Jordi, sobre el dipòsit, una caseta acollia un mecanisme de boies que servia per indicar el nivell de les aigües. A principis dels anys 80 la salinització obligà a tancar el Pou del Perico. A partir d'aleshores, el dipòsit recull d'aigua del Pou del Tint, situat al número 37 de l'actual carrer de la Fira, on antigament hi havia hagut una fàbrica dedicada a la tintura de roba. Extreta amb cubes, aquesta aigua serveix per al rec dels parcs públics. Les antigues canalitzacions han quedat anul·lades i les fonts del poble s'abasteixen de la xarxa pública.

## Pou del Perico
El pou del Perico forma part d'un sistema públic d'abastiment d'aigua per mitjà de fonts inaugurat el 1910 a Santpedor (Bages). Les seves aigües s'emmagatzemaven al Dipòsit de la Plaça de Sant Jordi, des d'on es distribuïen vers les sis fonts comunals del poble que foren construïdes també en aquest any. La seva història està molt lligada a les dificultats d'abastiment d'aigua del poble, que tingueren com a rerefons social el conflicte patronal de la "Cera i la Teia".
Fou construït pel santpedorenc Francesc Pujol, àlies Perico, l'any 1860. L'extracció d'aigua en aquest punt va fer minvar molt el cabal de la Font de les Escales. Per això, l'Ajuntament s'hi mostrà contrari. Perico, però, gaudia de la simpatia del Governador Civil, i la vila hagué d'afrontar un llarg any de litigi abans d'aconseguir la resolució final, que obligà aquest particular a construir un pou menys profund.
A finals del segle xix el pou passà a ser utilitzat per una bòbila que hi havia en aquest indret. L'any 1906, seguint les recomanacions del Ministeri de Governació, l'Ajuntament de Santpedor inicià els tràmits per adquirir el pou a fi d'abastir sis fonts comunals del poble, que es van inaugurar el 1910.
L'any 1917, l'aprofundiment del pou de la fàbrica de Ca l'Armangué, vora el Pou del Perico, tornà a delmar el subministrament públic, bo i desencadenant el "conflicte de la Cera i la Teia", que enfrontà durament la societat santpedorenca. A principis dels anys 80 es deixà d'utilitzar a causa de la salinització de l'aigua.
Els vestigis del Pou del Perico encara es poden observar en l'actualitat, en el que avui en dia és el Carrer Doctor Sanricar. L'any 1910 les aigües de l'antic Pou del Perico eren elevades per una màquina de vapor al Dipòsit de la Plaça de Sant Jordi, des d'on per mitjà de canalitzacions anaven a parar a les sis fonts públiques. La bomba que encara hi resta avui, però, es va col·locar amb l'arribada de l'electricitat, i comptava amb un mecanisme que permetia adaptar-la al nivell en què es trobava l'aigua. Fa pocs anys s'hi col·locà una coberta, que se situa en el mateix lloc on hi havia hagut l'antiga caseta que guardava el pou i la maquinària.